# Епархия Тальки
Епархия Тальки (лат. Dioecesis Talcensis) — епархия Римско-Католической церкви c центром в городе Талька, Чили. Епархия Тальки входит в митрополию Сантьяго-де-Чили. Кафедральным собором епархии Тальки является Собор святого Августина.

## История
В 1913 году Римский папа Пий X учредил миссию Sui iuris Тальки, выделив её из епархии Консепсьона (сегодня — Архиепархия Консепсьона).
18 октября 1925 года Римский папа Пий XI выпустил буллу Apostolici Muneris Ratio, которой преобразовал миссию sui iuris Тальки в епархию. В этот же день епархия Тальки вошла в митрополию Сантьяго-де-Чили.
10 января 1963 года епархия Тальки передала часть своей территории для возведения новой епархии Линареса.

## Ординарии епархии
- епископ Miguel León Prado (1913 — 1925);
- епископ Carlos Silva Cotapos (1925 — 1939);
- епископ Manuel Larraín Errazuriz (1939 — 1966);
- епископ Carlos González Cruchaga (1967 — 1996);
- епископ Horacio del Carmen Valenzuela Abarca (1996 — по настоящее время).

## Источник
- Annuario Pontificio, Libreria Editrice Vaticana, Città del Vaticano, 2003, ISBN 88-209-7422-3
- Бреве Apostolici Muneris Ratio, AAS 18 (1926), стр. 201  (лат.)